# Надежда Грановская
Надя Александровна Мейхер (на украински: Наді́я Олекса́ндрівна Ме́йхер), фамилно име по съпруг Уржумцева, известна като Надежда Грановская, е украинска певица, актриса, поетеса и телевизионна водеща.

## Биография
Надежда Грановская е родена на 10 април 1982 г. в село Збручовка, Хмелницка област, УССР. Когато е на 4 години, семейството се премества в регионалния център Волочиск. Докато още учи, е оставена сама, когато майка ѝ отива да работи в Италия. На 11 години се записва в кръжок по народно-естрадни танци, с който провежда най-различни събития. След като завършва училище, постъпва в Хмелницкия педагогически институт, във факултета по музикално образование и хореография. След дипломирането си се премества в Киев и започва да работи в един от местните театри. Едновременно с това, тя работи в детска градина, а по-късно става хореограф в дворът на офицерите.
По време на военните операции в Украйна подпомага финансово бежанци от Донбас, също така призовава Русия и Украйна на масата за преговори.
През април 2016 г. отваря бутиков магазин за дамско облекло „Meiher by Meiher“ в търговски център „Гулливер“ в Киев.

## Кариера

### ВИА Гра
В средата на 2000 г. в Хмелницки идва на турне Валерий Меладзе. Той е в същия театър, където работи Надежда. Организаторът на концерта ѝ казва, че Константин Меладзе прави кастинг за нова група, и я представя на Валерий. Надявам прави фотосесия и я изпраща до Киев. Няколко месеца по-късно, Константин Меладзе и Дмитрий Костюк я канят в Киев. Тогава се формира първият състав на ВИА Гра - Альона Виницкая и Надежда Грановская. В рамките на две години, групата издава 4 сингъла и видеоклипа, които са на високи позиции в класациите в Русия и Украйна.
През 2002 г., поради бременност, Надежда трябва да напусне групата. На нейно място идва Татяна Найник, която впоследствие напуска, когато след раждането Hадежда се връща в триото. Младата майка се нуждае от месец, за да се завърне в екипа. През 2006 г. тя напуска отново. На 19 януари 2009 г. се завръща, замествайки Меседа Багаудинова. Това е последвано от ново напускане поради бременност, през 2011 г.

### Соло
След напускането на ВИА Гра през 2006 г. Надежда се изявява по телевизията. Между 2006 и 2009 г. тя е водеща на предаването „Неймовірні історії кохання“ по украинския телевизионен канал СТБ, тя води под истинското си име - Мейхер. През 2006 г. взима участие в проекта на телевизионен канал 1+1 „Танцы со звёздами“. През април същата година се снима и в клипа „Чёрный ангел“ с бившата си колежка Светлана Лобода. Също през декември 2007 г. заедно със Светлана Лобода и Руслана Писанка участва в новогодишната програма „Смешные песни о главном“ по 1+1.
През юли 2009 г. Надежда издава стихосбирката „Сиюминутное влечение“, илюстрациите на която стават причина за еротична фотосесия. През същата година се снима за списанията Maxim и XXL.
През 2013 г. е поканена в риалити шоуто „Хочу V ВИА Гру“ първоначално като жури в украинските кастинги, а по-късно става ментор на една от тройките, които в крайна сметка печелят проекта за нов състав на група ВИА Гра.
През 2014 г. участва във втория сезон на шоуто „Один в один!“ по Россия 1.
На 13 юни 2014 г. на концерт представя две нови песни, „Пламя“ и „Не плач“, както и дебютния музикален клип на „Дело не в теле“, който три седмици е в топ-50 хит парад „IVI MUSIC“.
През юли 2014 г. Надежда става водеща на „Новая волна“, заедно с Денис Клявер. През септември е една от водещите на „Женские штучки“ по НТВ, но след две издания предаването е спряно.
От февруари 2015 г. е в журито на „Співай як зірка“.

## Дискография

### Албуми с ВИА Гра
- Попытка № 5 (2001)
- Стоп! Снято! (2003)
- Биология (2003)
- Stop! Stop! Stop! (2004)

#### Компилации
- Бриллианты (2005)

## Видеография

### ВИА Гра
| Година | Клип                                                        | Режисьор          | Състав                                          |
| ------ | ----------------------------------------------------------- | ----------------- | ----------------------------------------------- |
| 2000   | „Попытка № 5“                                               | Максим Паперник   | А.Винницкая, Н.Грановская                       |
| 2000   | „Обними меня“                                               | Семьон Горов      | А.Винницкая, Н.Грановская                       |
| 2001   | „Бомба“                                                     | Игор Иванов       | А.Винницкая, Н.Грановская                       |
| 2001   | „Я не вернусь“                                              | Максим Паперник   | А.Винницкая, Н.Грановская                       |
| 2002   | „Good morning, папа!“                                       | Семьон Горов      | А.Винницкая, А.Седокова, Н.Грановская, Т.Найник |
| 2003   | „Я не поняла“                                               | Владимир Пасичник | А.Седокова, Н.Грановская, А.Винницкая           |
| 2003   | „Не оставляй меня, любимый!“                                | Семьон Горов      | А.Седокова, Н.Грановская, В.Брежнева            |
| 2003   | „Не оставляй меня, любимый! (space mix by YaD)“             | Владимир Пасичник | А.Седокова, Н.Грановская, В.Брежнева            |
| 2003   | „Don't Ever Leave Me Love“                                  | Владимир Пасичник | А.Седокова, Н.Грановская, В.Брежнева            |
| 2003   | „Убей мою подругу“                                          | Семьон Горов      | А.Седокова, Н.Грановская, В.Брежнева            |
| 2003   | „Till The Morning Light“                                    | Владимир Пасичник | А.Седокова, Н.Грановская, В.Брежнева            |
| 2003   | „Kill My Girlfriend“ / „愛の罠“                             | Владимир Пасичник | А.Седокова, Н.Грановская, В.Брежнева            |
| 2003   | „Вот таки дела“                                             | Владимир Пасичник | А.Седокова, Н.Грановская, В.Брежнева            |
| 2003   | „Океан и три реки“ (съвместно с Валерий Меладзе)            | Семьон Горов      | А.Седокова, Н.Грановская, В.Брежнева            |
| 2003   | „Stop! Stop! Stop!“                                         | Семьон Горов      | А.Седокова, Н.Грановская, В.Брежнева            |
| 2004   | „Притяженья больше нет“ (съвместно с Валерий Меладзе)       | Семьон Горов      | А.Седокова, Н.Грановская, В.Брежнева            |
| 2004   | „Биология“                                                  | Семьон Горов      | Н.Грановская, В.Брежнева, С.Лобода              |
| 2004   | „Мир, о котором я не знала до тебя“ / „Take You Back“       | Семьон Горов      | Н.Грановская, В.Брежнева, А.Джанабаева          |
| 2005   | „Нет ничего хуже“ / „I Don’t Want a Man“ (съвместно с ТНМК) | Семьон Горов      | Н.Грановская, В.Брежнева, А.Джанабаева          |
| 2005   | „Бриллианты“                                                | Семьон Горов      | Н.Грановская, В.Брежнева, А.Джанабаева          |
| 2009   | „Анти-гейша“                                                | Алан Бадоев       | Н.Грановская, А.Джанабаева, Т.Котова            |
| 2009   | „Сумасшедший“                                               | Сергей Солодкий   | Н.Грановская, А.Джанабаева, Т.Котова            |
| 2010   | „Пошёл вон!“                                                | Алан Бадоев       | Н.Грановская, А.Джанабаева, Е.Бушмина           |
| 2010   | „День без тебя“                                             | Сергей Солодкий   | Н.Грановская, А.Джанабаева, Е.Бушмина           |

### Соло
| Година | Клип                  | Режисьор                     | Албум |
| ------ | --------------------- | ---------------------------- | ----- |
| 2014   | „Дело не в теле“      | Игор и Александър Стеколенко | TBA   |
| 2014   | „Танго возвращения“   | Игор и Александър Стеколенко | TBA   |
| 2015   | „Останься“            | Маша Маслий                  | TBA   |
| 2015   | „Пламя“               |                              | TBA   |
| 2016   | „Historia de Un Amor“ | Алина Дианова                | TBA   |

### Като актриса
| Година | Клип             | Изпълнител      | Режисьор                     |
| ------ | ---------------- | --------------- | ---------------------------- |
| 2006   | „Чёрный ангел“   | Светлана Лобода | Александър и Игор Стеколенко |
| 2011   | „Побудь со мной“ | Валерий Меладзе | Алан Бадоев                  |
| 2017   | „Не плачь“       | GADAR           | Натела Крапивина             |